# Taraxacum oinopolepis
Taraxacum oinopolepis — вид квіткових рослин з родини айстрових (Asteraceae). Вид зростає в Європі: Фінляндія, Німеччина, Польща, Швеція; це багаторічна рослина помірних біомів.